# Gustavo Olguín
Gustavo Olguín Rodrigo (* 14. April 1925 in Oaxaca; † 29. Dezember 2018) war ein mexikanischer Wasserballspieler und Maler.

## Karriere
Olguín nahm mit der mexikanischen Nationalmannschaft und seinen Teamkollegen Manuel Castro, Arturo Coste, Modesto Martínez und Juan Trejo sowie seinen Brüdern José und Otilio am olympischen Wasserballturnier 1952 im finnischen Helsinki teil. Die Mexikaner trafen bereits in der ersten Qualifikationsrunde auf den späteren Olympiasieger aus Ungarn und unterlagen im Schwimmstadion zu Helsinki mit 4:13 (2:6). Damit belegte die mexikanische Mannschaft den geteilten 17. Platz unter 21 Teilnehmern.
Dem Mexikaner wurde 1950 von der University of California, Los Angeles (UCLA) ein Abschluss in Bildender Kunst verliehen. Anschließend besuchte Olguín unter anderem Kurse in Cambridge (Vereinigtes Königreich, 1957) und Rom (Italien, 1965). Seine Gemälde wurden unter anderem im Polyforum Cultural Siqueiros (1988), dem Casa Lamm Cultural Center (1997), der kubanischen Botschaft in Mexiko-Stadt (1997) und auf der venezolanischen Isla Margarita (1998) ausgestellt.